# Iva Cuzić
Iva Cuzić née Iva Slišković, née le 4 septembre 1984 à Zagreb, dans la République socialiste de Croatie, est une joueuse croate de basket-ball. Elle évolue au poste de pivot.

## Biographie
Pour 2013-2014, elle rejoint le club promu en LFB d'Angers.
Après une saison en Italie avec le club de Famila Schio (9,2 points et 6,1 rebonds en championnat et 9,7 points et 5,1 rebonds en Euroligue), elle annonce son retour en France pour la saison 2015-2016 avec Basket Landes, où elle formera un fort duo avec la canadienne Miranda Ayim.
Elle s'engage en novembre 2017 pour le promu Roche Vendée alors lanterne rouge du championnat.
En mai 2019, elle prend sa retraite sportive après une denrière saison à l'US Colomiers.

## Palmarès
- Coupe d'Italie 2015[5]